# Dickenson Bay
Dickenson Bay är en vik i Antigua och Barbuda.   Den ligger i parishen Parish of Saint John, i den norra delen av landet, 5 kilometer norr om huvudstaden Saint John's.